# Seleușu Mare
Seleușu Mare (în ucraineană Виноградів, transliterat: Vînohradiv; în maghiară Nagyszőlős) este orașul raional de reședință al raionului Vînohradiv din regiunea Transcarpatia, Ucraina. În afara localității principale, nu cuprinde și alte sate.

## Demografie
Componența lingvistică a orașului Seleușu Mare
     Ucraineană (82,13%)
     Maghiară (13,54%)
     Rusă (3,82%)
     Alte limbi (0,35%)
Conform recensământului din 2001, majoritatea populației orașului Seleușu Mare era vorbitoare de ucraineană (82,13%), existând în minoritate și vorbitori de maghiară (13,54%) și rusă (3,82%).

## Personalități
- Ábel Szocska (n. 1972), episcop greco-catolic de Nyíregyháza
- Satul de copilărie a marelui compozitor Bela Bartok